# Bund Wiking
Bund Wiking, även benämnt Wikingbund, var en tysk paramilitär organisation som grundades år 1923 av medlemmar ur den förbjudna Organisation Consul. Bund Wiking hade som mål att störta Weimarrepubliken. Organisationen upplöstes 1928.